# NGC 2784
NGC 2784 је лентикуларна галаксија у сазвежђу Хидра која се налази на NGC листи објеката дубоког неба.
Деклинација објекта је - 24° 10' 21" а ректасцензија 9h 12m 19,4s. Привидна величина (магнитуда) објекта NGC 2784 износи 10,3 а фотографска магнитуда 11,3. Налази се на удаљености од 8,450 милиона парсека од Сунца. NGC 2784 је још познат и под ознакама ESO 497-23, MCG -4-22-5, UGCA 152, AM 0910-235, PGC 25950.